# Mallorca (De Boeck)
Mallorca is een compositie voor harmonieorkest of fanfareorkest van de Belgische componist Marcel De Boeck.